# Achille d'Albore
Achille d'Albore (Casapulla, 29 maggio 1882 – Caserta, 8 ottobre 1915) è stato un pittore italiano.

## Biografia
Era figlio dell'avvocato Diego d'Albore e della baronessa Filomena Pettulli Finizio, e fratello del baritono Emilio d'Albore. Studiò a Napoli e fu professore di disegno a Caserta. 
Nel 1904 partecipò alla XXXIIª Esposizione della Società Promotrice di Belle Arti in Napoli. 

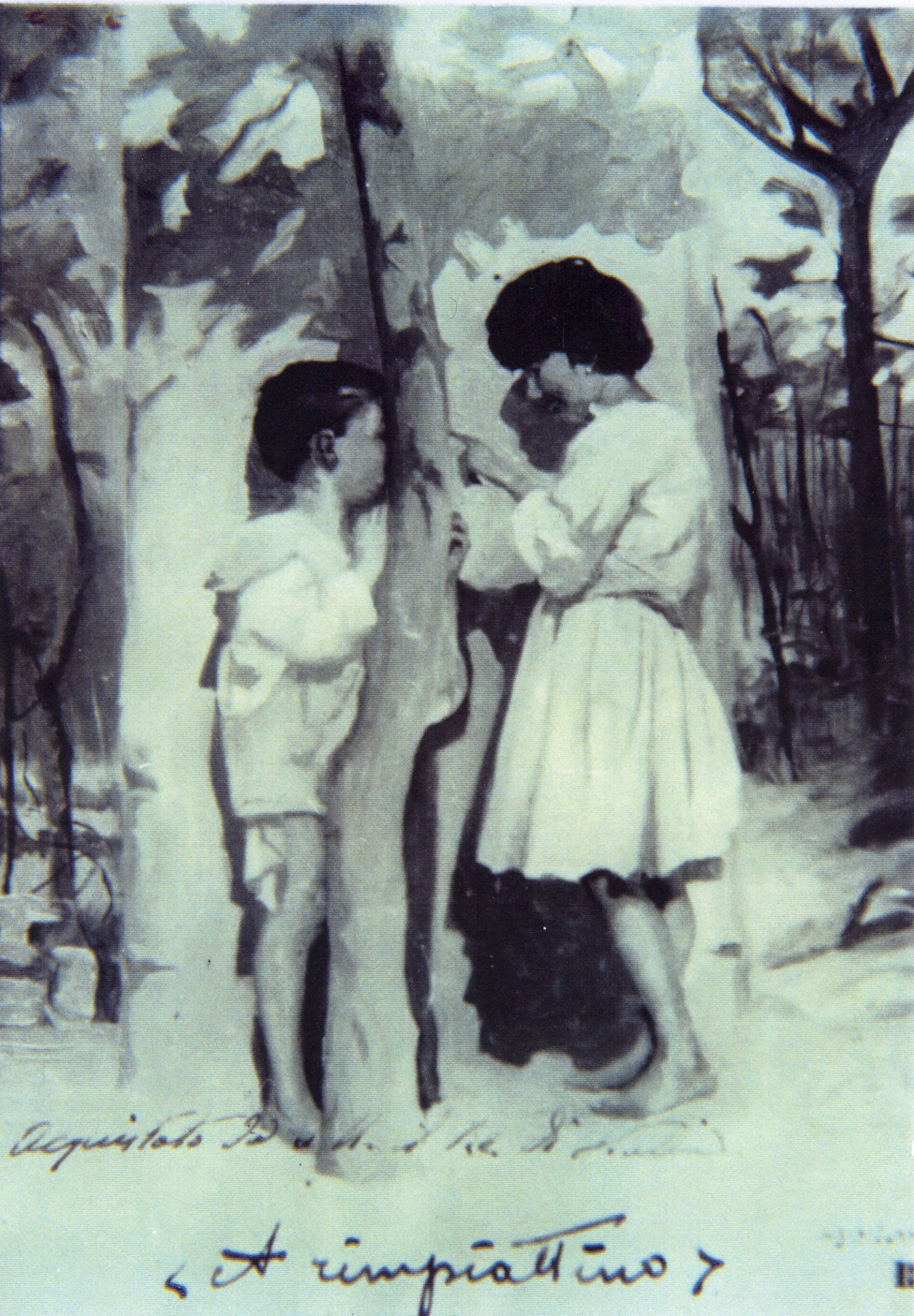
A Rimpiattino, 1913

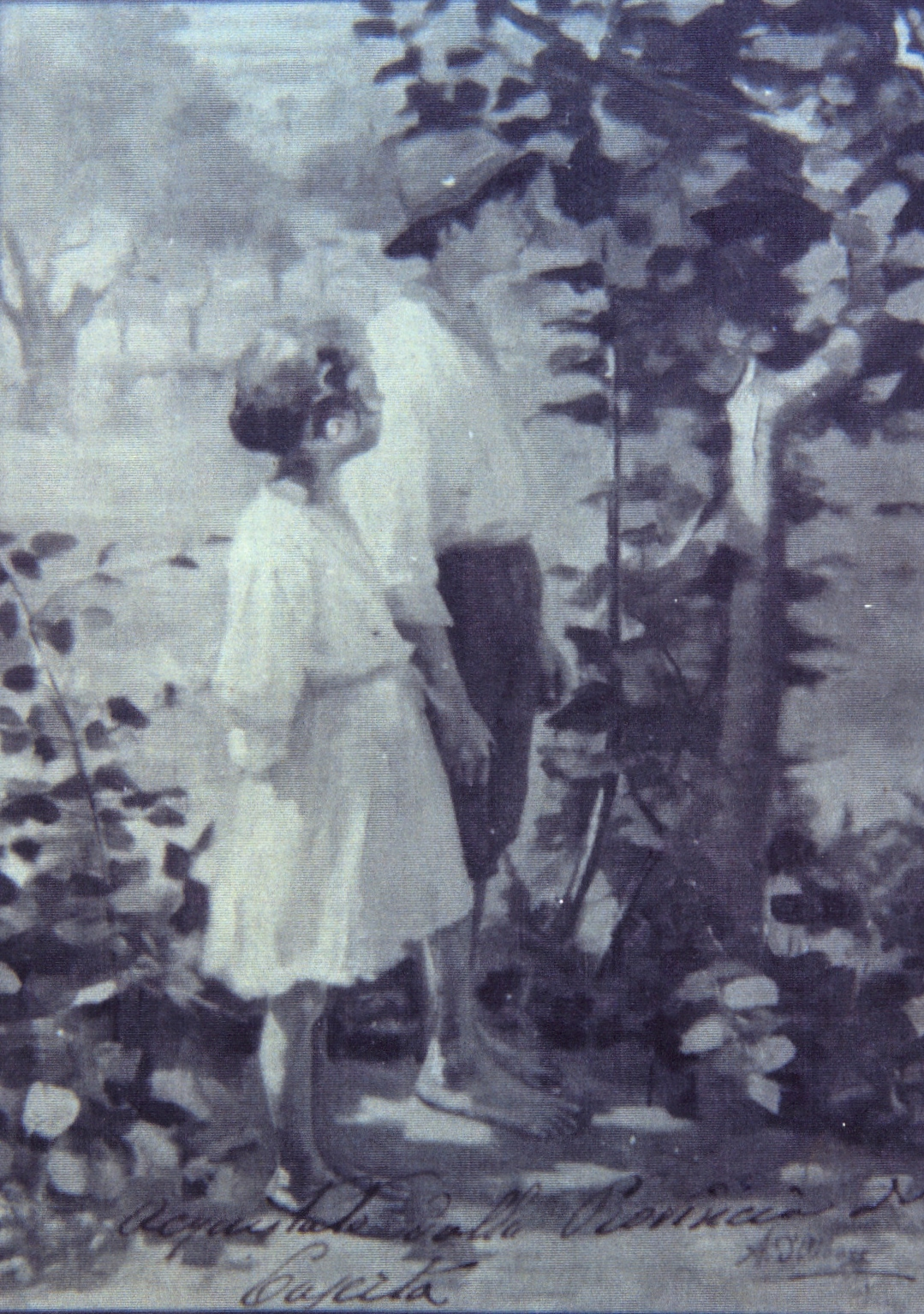
Partito!, 1912

Nel mese di marzo del 1907 espose nel Circolo sociale di Casapulla un quadro che rappresentava un pezzo di campagna, una corona di monti, molte piante ed un abbozzo del palazzo reale di Caserta, destinato ad essere poi presentato all’esposizione internazionale d’arte di Venezia. 
Nel febbraio del 1912 partecipò all'Esposizione Nazionale Giovanile di Belle Arti a Napoli con due quadri, Senso e Partito!; quest’ultimo fu acquistato dall'Amministrazione provinciale di Caserta e si trova ora presso la Camera di Commercio di Napoli. 
Nel 1913 a Napoli fu attivo nell’organizzazione della nuova edizione dell'Esposizione Nazionale Giovanile di Belle Arti; alla mostra espose tre opere, Effetti di Sole, A Rimpiattino e Pubere. Con gli altri organizzatori della mostra il 15 maggio fu ricevuto a Roma dal re Vittorio Emanuele, il quale acquistò A Rimpiattino, che oggi si trova nel palazzo del Quirinale a Roma.
Achille Lauri inserì Achille d’Albore nel suo Dizionario dei cittadini notevoli di Terra di Lavoro: “Achille d’Albore, di Casapulla, allievo dell’Accademia di Belle Arti di Napoli, ha esposto buoni quadri nell’Esposizione Nazionale Giovanile in Napoli nel 1913: Senso, Pubere, Partito, furono ben accolti dai critici. Espose a Venezia nel 1907, e a tre Mostre d’Arte della Promotrice Napoletana; A rimpiattino, tela meravigliosa, venne acquistata dal Re d’Italia nel 1913. È professore di disegno nel Regio Istituto Tecnico di Caserta”.
Richiamato alle armi, Achille d’Albore, colpito da polmonite, morì prematuramente nell’ospedale militare di Caserta. La sua notorietà si perse rapidamente. 
Agostino Mario Comanducci riporta pochi cenni: “Achille d’Albore. Nato a Casapulla, Caserta, il 3 maggio 1882, morto a Caserta l’8 ottobre 1915. Studiò all’Accademia di Napoli. Diplomato, ebbe la cattedra di disegno nell’Istituto Tecnico di Caserta. Fu uno dei promotori delle mostre d’arte di Napoli negli anni 1912 e 1913. Opere: Senso, Pubere, Effetti di sole, Palazzo Reale di Caserta visto dai monti, Lavoratori di tufo, A rimpiattino, che venne considerata la migliore, ed è ora di proprietà della Camera di Commercio di Napoli, Partito, acquistata dal re, Interno del Duomo di Napoli, Interno del Palazzo Reale di Caserta”.
Pasquale Belgiorno riferisce che una sua opera, il Tramonto sul Montanino, è conservata nella Galleria Nazionale di Parigi, il Grand Palais.
Notizie di Achille d’Albore sono riportate da Mariantonietta Picone Petrusa.